# منتخب الدنمارك لكرة الماء للرجال
منتخب الدنمارك لكرة الماء للرجال هو ممثل الدنمارك الرسمي في المنافسات الدولية في كرة الماء
.